# Wilhelm Winsnes
Carl Wilhelm Winsnes, född 4 oktober 1913 i Malmö, död 3 juni 1999 i Flädie församling, var en svensk elektroingenjör.
Winsnes, som var son till förste maskiningenjören vid Statens Järnvägar Bror Viktor Petersson och Helene Winsnes, avlade studentexamen i Umeå 1933 och utexaminerades från Kungliga Tekniska högskolan 1938. Han blev beräkningsingenjör vid Asea Ludvikaverken 1939, byråingenjör vid Malmö stads industriverk 1944 samt var överingenjör och chef för Malmö stads elektricitetsverks nybyggnadsavdelning från 1950. Han var föreläsare och utredare i frågor om elektriska distributionsnät från 1948. Han var ledamot av Svenska elektriska kommissionens sakkunnignämnd och IEC:s normkommitté för transformatorer från 1951. Han författade korrespondenskurser för gymnasieingenjörer samt artiklar i elektrotekniska och militära facktidskrifter.